# ارتسیفن اریستاتوس
ارتسیفن اریستاتوس (نام علمی: Orthosiphon aristatus) نام یک گونه از تیره نعناعیان است.